# Givry-lès-Loisy

Givry-lès-Loisy este o comună în departamentul Marne, Franța. În 2009 avea o populație de 81 de locuitori.